# Golfo di Virolahti
Il golfo di Virolahti (in russo Виролахти залив,  in svedese Vederlax), che in finlandese significa "baia estone" è una profonda insenatura sulla costa settentrionale del golfo di Finlandia, nel mar Baltico, al confine tra la Finlandia e la Russia. Dal punto di vista amministrativo l'insenatura appartiene per la maggior parte al comune finlandese di Virolahti, in parte al Vyborgskij rajon dell'oblast' di Leningrado.

## Geografia
L'ingresso al golfo di Virolahti, che si estende verso nord per 10 km, è situato tra la penisola Heposaari, a ovest, e l'isola Bol'šoj Pograničnyj (остров Большой Пограничный) a est, e misura circa 2,2 km. La profondità massima del golfo è di 16 m.
Sfociano nel golfo i fiumi Charmjanoja, Virojoki e Pajusarenoja; il corso maggiore è quello del Virojoki che attraversa l'omonimo villaggio finlandese. 
All'interno dell'insenatura vi sono molte isole, tra cui Korpisari, Kajtasari, Varpusaari, Sumari, Rjantiė, Chalscholma e Tuucholma in territorio finlandese; Železnovskij e Opasnyj in territorio russo. Inoltre l'isola di Kojluoto, proprio all'ingresso del golfo, che è divisa a metà dal confine finno-russo.
Nella parte finlandese ci sono i villaggi di Virolahti e Virojoki, mentre quella russa non è popolata. La costa è frastagliata, con numerose baie e calette, le più grandi delle quali sono la Mustalachti (Мусталахти) ad ovest e la Bulatnaja (Булатная) ad est, al cui interno si trova l'isola Železnovskij.